# Carlos Jover
Carlos Jover Jaume es un escritor español.

## Biografía
Nació en Palma de Mallorca en 1959. Ingeniero de caminos de profesión, es funcionario de la administración del Estado en Baleares. 
Inició su carrera literaria como poeta a principios de los 80, en que ganó el Premio Reina Amalia de Poesía (1983); su obra lírica publicada se recoge en un volumen compartido con Jaime Pujol, Dos Él (1984) y en los libros Sangre a versos (2011), Viento de cola (2021) y Estado de excepción permanente (2021), con motivo de la pandemia de 2020. En el terreno de la narrativa, ha publicado las novelas experimentales El espíritu de cristal (2010) y Bajo las sábanas (2014), libro "a caballo entre la narrativa y la poesía" que fue calificado de, "además de inclasificable, desgarrador por su contenido, igualmente a medio camino entre la resignación más nihilista y una crítica feroz del gregarismo". Durmiendo en Gotham (2012) es una colección de relatos de misterio y terror, en la que aparecen "los miedos infantiles junto a la perversidad cotidiana de los adultos, tal vez encarnados por ella, las asociaciones mágicas que procuran las tragedias familiares, el terror incausado y presentido de escenarios domésticos y anacrónicos o las diversas formas en que la incertidumbre moldea nuestros espectros hasta volverlos reales". Agujeros negros (2022) es un libro inclasificable de relatos que escalan entre el pensamiento mágico y la narración autobiográfica de viajes. Incursiones en territorio hostil (2023) reúne cincuenta relatos y reflexiones breves escritos enfrentándose a la página en blanco, ese "territorio hostil", sin herramientas previas de ventaja.
Fundó con su hermano Javier y codirigió durante algunos años Calima Ediciones. Es también comisario de arte y crítico en la edición balear de El Mundo; fruto de esta actividad son exposiciones como La opción desamable (Palma, 2010), Broto: grandes partituras (Palma, 2013), D-ISLA A-ISLA (La Habana, 2013) o, junto con Asun Clar, el ciclo Transferencias, que analiza las relaciones entre Oriente y Occidente en el arte contemporáneo (Palma, 2013-2014); así como libros como Marcelo Víquez (2016), sobre el artista uruguayo afincado en Mallorca, o Miquel Salom, un viaje más allá del tiempo, sobre el internacional fotógrafo mallorquín.

### Poesía
- Dos Él (con Jaime Pujol), Valencia: Malvarrosa, 1984.
- Sangre a versos (una biografía poética), imágenes de Esperança Lliteres, nota de Asun Clar, Palma: Sloper, 2011.
- Viento de cola, ilustraciones de Asun Clar, Palma: Sloper, 2021.
- Estado de excepción permanente, Madrid: Ediciones Rilke, 2021.

### Narrativa
- El espíritu de cristal, Palma: Sloper, 2010.
- Durmiendo en Gotham, fotografías de Marcelo Víquez, Palma: Sloper, 2012.
- Bajo las sábanas, Brighton: Los Papeles de Brighton, 2014; 2ª ed.: Palma: Los Papeles de Brighton, 2016.
- Agujeros negros, Palma: Sloper, 2022.
- Incursiones en territorio hostil, Madrid: Ediciones Rilke. 2023.

### Crítica de arte y biografía de artistas
- Pep Llambias. Arqueología de la meditación, Palma: Galería Joan Oliver Maneu, 1988.
- La opción desamable. En privado 2, Palma: Fundación Es Baluard Museu d'Art Modern i Contemporani de Palma, 2010.
- José Manuel Broto. Grandes partituras, Palma: Institut d'Estudis Baleàrics, 2013.
- Marcelo Víquez, Palma: Galería Kewenig, 2016.
- Miquel Salom, un viaje más allá del tiempo, Palma: Sloper, 2020.
- 6 (seis) años con Marcelo Viquez (Reflexiones en torno a la obra de Marcelo Viquez en el periodo 2016-2021), Palma: Sloper, 2022.
- El hallazgo de una obra de Franz Marc en Mallorca, Madrid: Los Papeles de Brighton, 2023.
- Andrés Planas, el artista en la frontera de lo prohibido, Palma: Sloper 2023.
- Miquel Salom, un viaje más allá del tiempo (edición actualizada y ampliada), Muro (Mallorca): Basics 2023.